# 趙正平
趙 正平（ちょう せいへい）は清末、中華民国の革命家・政治家。中国同盟会以来の革命派人士。後に南京国民政府（汪兆銘政権）の要人となった。字は厚生、厚聖、侯声、後声、夷門。号は仁斎。筆名に南風主人。

## 事跡

### 清末民初の活動
1904年（光緒30年）、浙江武備学堂に入学する。翌年、同学の黄郛らとともに日本への留学生に選抜された。東京振武学校を経て、早稲田大学に入学している。このとき、孫文（孫中山）が結成した中国同盟会に加入した。早稲田大学卒業後に帰国している。
1909年（宣統元年）、柳亜子らが蘇州で組織した南社に加入し、以後、革命派のための文筆活動に従事する。辛亥革命にも革命派として参加し、南京臨時政府兵站総監部参謀長、南京留守府交通局局長、江蘇都督府副参謀長を歴任している。1913年（民国2年）の二次革命（第二革命）に敗北して海外に逃れ、バタヴィア中華学校校長となった。なお、黄興支持派による欧事研究会にも名を連ねている。
帰国後の1918年（民国7年）、省立曁南学校校長となる。1926年（民国15年）、上海で『太平導報』という雑誌を刊行し、当時の浙閔蘇皖贛五省聯軍総司令・孫伝芳のために聯省自治を宣伝した。1928年（民国17年）8月、国民政府により北平市政府社会局局長に任命された。翌年には青島市政府教育局局長に異動している。その後、『復興月刊』という雑誌を創刊している。

### 汪兆銘政権での活動
1939年（民国28年）、趙正平は香港に移住したが、まもなく上海に戻り汪兆銘（汪精衛）の活動に参加する。同年7月に汪が開催した幹部会議にも出席した。
1940年（民国29年）3月末に南京国民政府が正式に成立すると、趙正平は初代教育部部長に任命された。その後、中央図書館館長、編訳館館長、中央政治委員会委員、清郷委員会委員、文物保管委員会委員等にも任じられる。8月、教育部部長から上海大学校長に転じている。また、各期で中央政治委員会委員をつとめた。
日本敗北後の1945年（民国34年）8月、趙正平は鎮海（現在の浙江省寧波市鎮海区）に逃亡した。しかし結局、漢奸の罪を恐れて自殺した。享年68。

## 注
1. ↑  鄭仁佳「趙正平小伝」が指摘する多数説に基づく。徐友春主編『民国人物大辞典 増訂版』と『最新支那要人伝』は、1877年（光緒3年）とする。
2. ↑  鄭同上によると、心臓病再発による死去との説もあるという。